# 貴人鄭氏 (朝鮮宣祖)
貴人鄭氏（1557年—1579年），朝鮮宣祖的後宮嬪御，本貫迎日。鄭滉與韓氏的次女。

## 生平
鄭氏生於明宗十二年十月六日，宣祖四年（1571年）與金氏同年入宮為淑儀。宣祖六年（1573年）進封昭儀，十年（1577年）進封貴人。兩年後鄭氏懷有身孕，將近臨盆，宣祖下令在宮內設立產房，然而卻發生難產，胎兒也未保住。鄭氏在宣祖十二年四月不幸過世，得年23歲（虛歲）。

## 家族
| 关系   | 姓名     | 生卒年        | 备注                                                                       |
| ------ | -------- | ------------- | -------------------------------------------------------------------------- |
| 祖父   | 鄭惟沈   | 1493年-1570年 | 字「巨源」，贈領議政、迎昌府院君。                                         |
| 祖母   | 竹山安氏 | 1495年-1573年 | 贈貞敬夫人。                                                               |
| 外祖父 | 韓琦     |               |                                                                            |
| 伯父   | 鄭滋     | 1515年-1547年 | 字「敏古」。                                                               |
| 伯父   | 鄭沼     |               | 字「仲涵。                                                                 |
| 姑母   | 貴人鄭氏 | 1520年-1566年 | 朝鮮仁宗後宮。                                                             |
| 姑母   | 鄭氏     |               | 崔弘渡妻。                                                                 |
| 姑母   | 鄭守貞   |               | 烏川郡夫人」，桂林君李瑠繼室。                                             |
| 父     | 鄭滉     |               | 字「叔涵」，贈資憲大夫、兵曹判書行通政大夫、內贍寺副正。                   |
| 母     | 富平韓氏 |               | 贈貞夫人。                                                                 |
| 姊     | 鄭氏     |               | 适進士李夢慶（臨瀛大君 玄孫）。                                            |
| 叔父   | 鄭澈     | 1536年-1593年 | 字「季涵」，號松江。左議政、光國平難功臣、寅城府院君，肅宗十一年賜諡文清。 |
| 堂弟   | 鄭宗溟   | 1565年-1626年 |                                                                            |
| 堂弟   | 鄭弘溟   | 1582年-1650年 |                                                                            |

## 附註
1. ↑  《貴人鄭氏墓誌銘》……父曰滉，安岳郡守。母曰韓氏，某官某女，以嘉靖丁巳十月乙酉生貴人。……
2. ↑  《貴人鄭氏墓誌銘》我聖上旣嗣位，旣免喪，旣立中宮。越隆慶辛未，選於名族，冊納二淑儀，蓋鄭貴人與焉。……
3. ↑  《光海君私親誌石改修都監儀軌》……隆慶辛未八月宣祖大王選入宮爲淑儀，未幾陞貴人。……
4. ↑  《貴人鄭氏墓誌銘》……及有身彌月，上命卽宮中置産室。母韓夫人當入護，貴人以外婦人，禮不得入內，力懇以免。不幸疾甚，乃大傷懷。左右勸入母夫人，終不聽。上命出就外第，得見母夫人，則已不省，父郡守亦方在任矣。己卯四月壬寅卒，年二十有三。……